# Euxoa hendersoni
Euxoa hendersoni là một loài bướm đêm trong họ Noctuidae.